# Leidschenveen

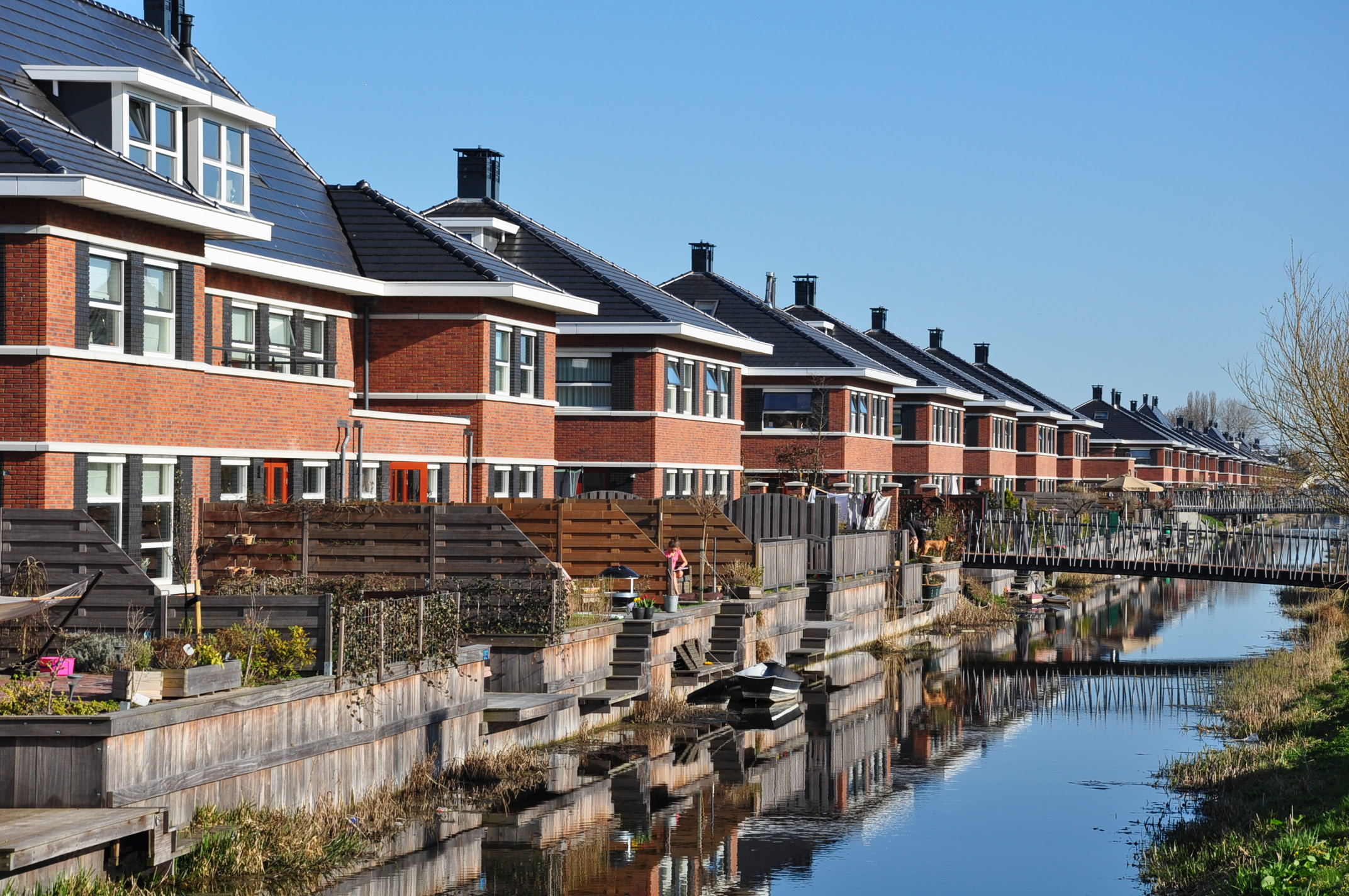
De Boekelermeerstraat (achterzijde)

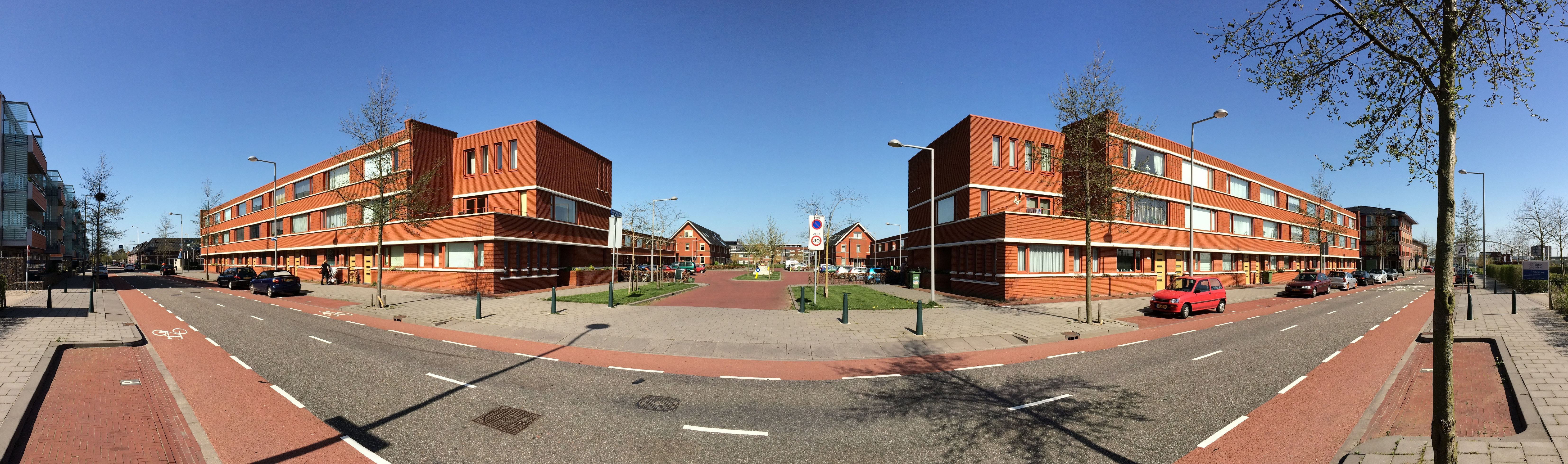
De Vrouw Avenweg

Leidschenveen is een Vinex-locatie in de gemeente Den Haag. Samen met de aangrenzende wijken Ypenburg, Forepark, en Hoornwijk, vormt het sinds 1 januari 2002 het achtste Haagse stadsdeel, Leidschenveen-Ypenburg. Tot die tijd was Leidschenveen onderdeel van Leidschendam, dat door de gemeentelijke herindeling van 2002 een stuk kleiner werd.
Leidschenveen bestaat uit een viertal buurten:
- De Velden
- De Vissen
- De Lanen
- Rietbuurt

In het gebied van Leidschenveen liggen de buurtschappen Haagoord waarbij de bebouwing op de Veenweg ook tot deze buurtschap worden gerekend en de buurtschap Roeleveen dat met Zoetermeer wordt gedeeld en langs de Roeleveenseweg ligt.
De gemeente Den Haag heeft in Leidschenveen geen kavels ter beschikking gesteld voor individuele particuliere woningbouw, doch heeft dit uitsluitend overgelaten aan combinaties van aannemers en projectontwikkelaars. De buurten De Velden en De Vissen zijn als eerste opgeleverd. Daarna volgt De Lanen en in 2008 zijn ook de buurten Rietbuurt en het centrumgebied opgeleverd. Leidschenveen heeft zo'n 20.000 inwoners.
Leidschenveen wordt gekenmerkt door een ligging te midden van grootschalige landelijke infrastructuur. Aan de westkant ligt autosnelweg A4 en aan de zuidkant de A12. Beide wegen snijden elkaar ter hoogte van Leidschenveen op het Prins Clausplein. Leidschenveen kent meerdere spoorlijnen. Sinds eind 2007 rijden diverse RandstadRail-lijnen door de wijk en deze stoppen op Leidschenveen en Forepark; hierdoor is er een directe verbinding met de binnensteden van Rotterdam en Den Haag. In de wijk loopt de Nootdorpboog, de verbinding tussen de spoorlijn Den Haag - Gouda en de onderhoudswerkplaats van NedTrain in Leidschendam. Deze boog kwam er omdat Randstadrail de voormalige Hofpleinlijn nu gebruikt en daar geen treinen meer op kunnen rijden. Sinds 1 juli 2010 is in Leidschenveen tram 19 tussen Leidschendam en Delft operationeel. Buslijn 30 gaat richting Rijswijk en Zoetermeer. 
Aan de noordkant wordt Leidschenveen begrensd door de Landscheidingsdijk. Deze eeuwenoude dijk scheidt de beheersgebieden van de hoogheemraadschappen van Delfland en Rijnland. Dwars door de wijk ligt de Veenweg, een oude verhoogde weg waarover in vroeger tijden het in de achterliggende gebieden gewonnen veen werd afgevoerd naar Delft.

## Openbaar vervoer
De eerste openbaar vervoer lijn in de nieuwe wijk in aanbouw was Connexxion lijn 47, in 1998. Van Nootdorp naar Leidschendam. Die reed in de wijk ongeveer zoals nu tramlijn 19 rijdt. Per augustus 1999 ging lijn 47 ook door het zuiden van de wijk rijden. In 2000 kwamen buslijn 33 (HTM)(vanuit Rijswijk) en 42 (Connexxion)(vanaf Den Haag CS, via A12) er bij. Alle drie hebben ze De Vissen als tijdelijk eindpunt. Derhalve reed lijn 47 niet meer naar Nootdorp. In 2002 gaat lijn 42 naar Zoetermeer rijden; lijn 47 houdt eindpunt De Vissen, maar lijn 33 is verlengd tot de Houtkade. In 2003 rijdt lijn 47 alleen nog in Leidschendam, maar lijn 40 vervangt de verbinding met Leidschendam. In 2004/2005 werd lijn 33 tijdelijk vervangen wordt door lijn 35, vanwege het verdwijnen van de overweg in de Veenweg. Bus 35 is de enige die via de krappe Roeleveense weg heeft gereden, die toen nog doorliep. Daarom reden er speciale kleine bussen. Lijn 40 ging tussen Leidschendam en Zoetermeer rijden, en bus 42 reed daarom niet meer door. In 2006 reed bus 60 over de Zoetermeerse Rijweg tot de Houtkade, en lijn 33 en 40 nog steeds "binnendoor". Bus 42 is opgeheven, omdat RandstadRail is gaan rijden (lijn 3,4 & E). De oude spoorlijn (Hofpleinlijn) door de nieuwe wijk is daarmee Lightrail geworden. Er is wel een verbinding met de treinwerkplaats blijven bestaan, maar er kunnen geen treinen rijden op de RandstadRail lijnen. In 2009 rijden lijn 33 (niet meer van HTM), en 40 nog hetzelfde, maar lijn 60 reed nu in lusvorm. Bovendien is er mini-lijntje 63 tussen de nieuwste wijk bij de Nootdorpboog en de wijk met de sport-straatnamen. Dit lijntje is zó succesvol dat het er in 2010 al niet meer is. Lijn 60 is dan lijn 61 geworden, en lijn 33 is lijn 30 geworden. Er is geen buslijn naar Zoetermeer meer. Maar tramlijn 19 is geopend, en zodoende is er een railverbinding met Leidschendam (en Delft). Daarom is buslijn 40 opgeheven. In 2011 is bus 60 weer terug, maar slechts tot nabij station Leidschenveen. Bus 30 is verlengd naar Zoetermeer, dus die verbinding is er ook weer. In 2012 is lijn 60 definitief opgeheven. Sindsdien rijdt alleen bus 30 nog door de wijk, en RandstadRail, en tram 19.

## Geboren
- Deau den Turk (2005), voetbalster
- Tyrique Mercera (2002), voetballer